# Wotho
Wotho (marshallesisch Wōtto [ɔ̯ɔ͡ʌtˠːʌ͡ɔɔ̯]; deutsch veraltet: Schantzinsel) ist ein Atoll der Ralik-Kette der Marshallinseln. Das Atoll hat eine Landfläche von 4,33 km², die eine Lagune von 94,92 km² umschließt. Es wird (Stand 2021) von 88 Menschen bewohnt.
Der russische Marineoffizier Johan Eberhard von Schantz hatte das Atoll 1835 auf einer Weltumseglung im Auftrag der Russischen Marine wiederentdeckt, nachdem es ursprünglich von der spanischen Expedition unter Ruy López de Villalobos in den 1540er Jahren entdeckt worden war.
Das Atoll wurde durch die atomaren Tests auf dem Bikini-Atoll radioaktiv verstrahlt; Gemüse wie Spargel ist durch den belasteten Boden nicht essbar und muss importiert werden.